# Skedevidräkten

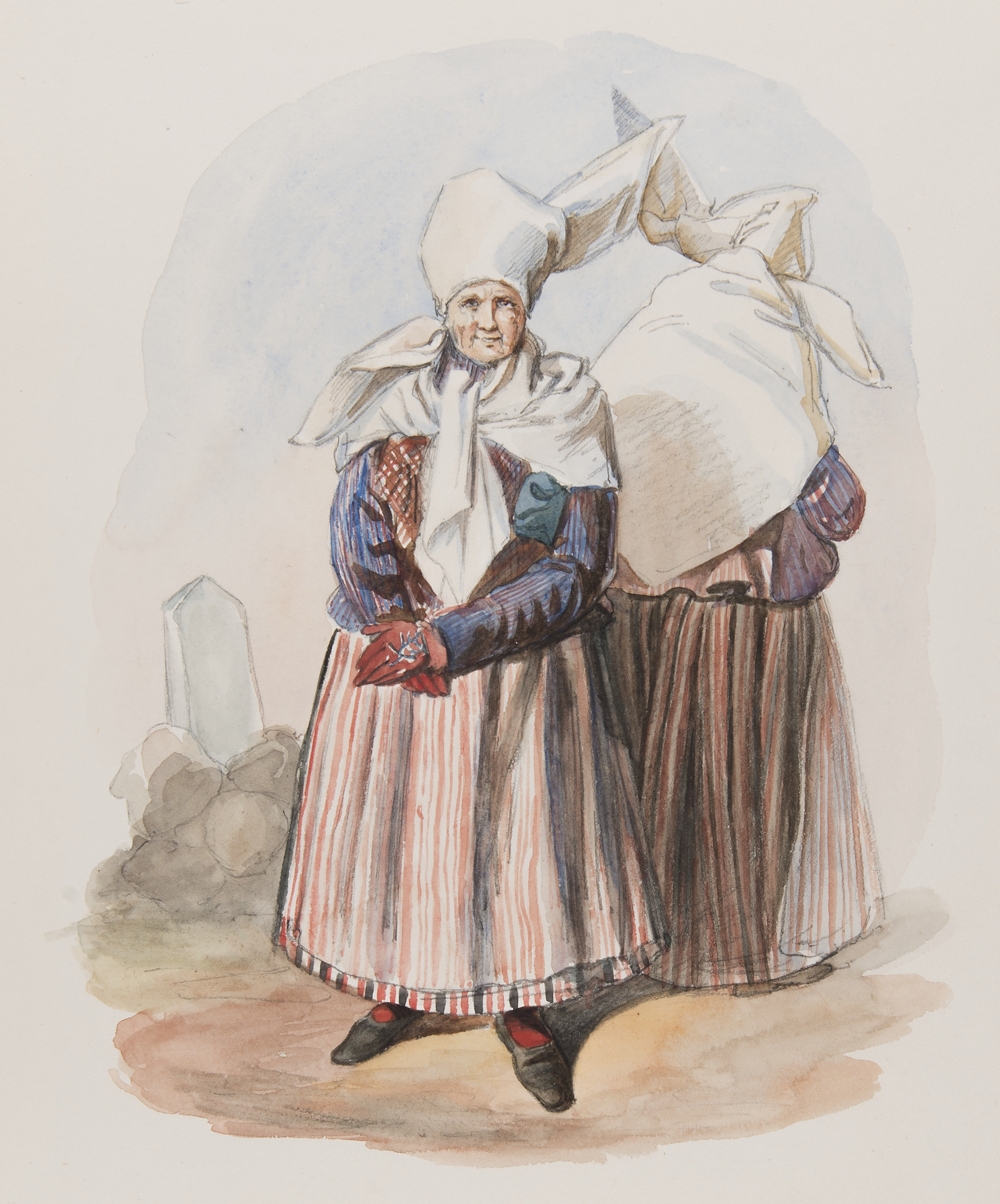
Dräkt. Kvinna fram och bak. Östergötland, Finspång, Skedevi. Akvarell i storformat av J.W Wallander - Nordiska museet - NMA.0070175 (1)

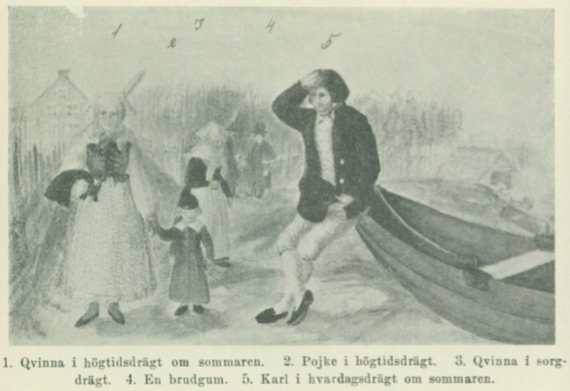
Bild av Skedevidräkt. Kvinna i högtidsdräkt. Pojke i högtidsdräkt. Kvinna i sorgedräkt. En brudgum. Man i vardagsdräkt.

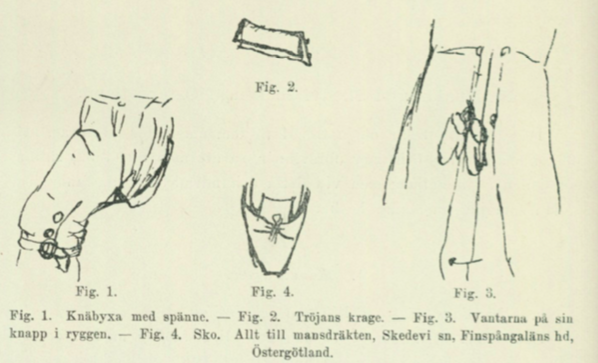
Ritning över detaljer för manlig Skedevidräkt

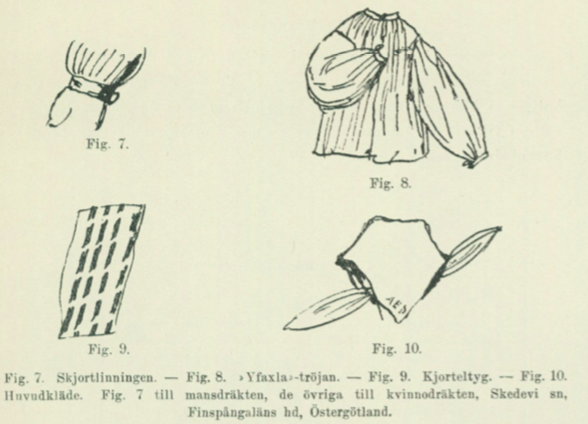
Ritning över detaljer till Skedevidräkten.

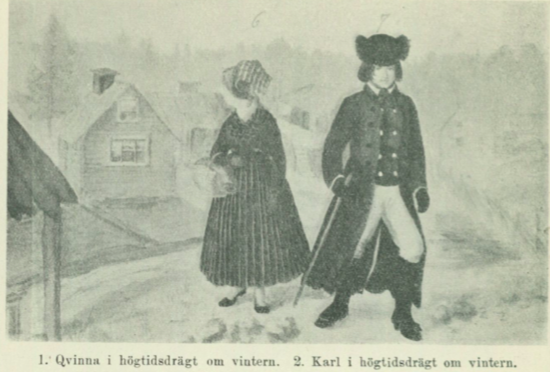
Skedevidräkt. Kvinna i högtidsdräkt om vinter. Man i högtidsdräkt om vintern.

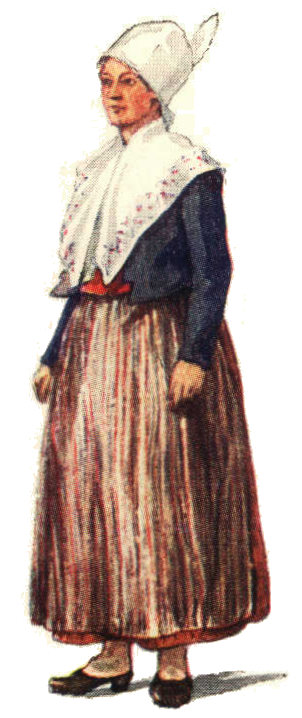
Folkdräkt, Skedevi socken, Nordisk familjebok

Skedevidräkten är en folkdräkt (eller bygdedräkt) från Skedevi socken i Östergötland.
I Skedevi bars särpräglade dräkter ännu vid 1800-talets mitt Det finns flera varianter av Skedevidräkten som t.ex. sommardräkt och vinterdräkt. Skedevi är grannsocken till Vingåker i Sörmland som är ett av Sveriges märkligaste dräktområden.
År 1852 var dräkten på tillbakagång och det var sällan man såg den i sin helhet.

## Kvinnodräkten
Den kvinnliga Skedevidräkten lanserades som östgötadräkt av landshövdingskan Alice Trolle, efter att i början av 1900-talet träffat Anders Zorn på Gesundaberget i Mora. Hon ville att den skulle bli mera känd i Östergötland och lät en skräddare sy henne en dräkt efter de gamla förlagor som fanns i Nordiska museet.

## Mansdräkten
Dräkten finns beskriven men inga plagg är bevarade. Det finns dock en komponerad manlig dräkt från Skedevi. Skedevi mansdräkt brukades under 1800-talets början. Käppen är både i helgsags-, vinter- och sommardräkt en omistlig "persedel".

### Vardagsdräkt om vinter och höst
Dräkten består av:
- byxor - knäbyxor av älgskinn eller vadmal. Knäpptes vid knäet med två mässingsspännen (figur 1). Byxor hölls uppe med hängslen, och är i övre kantan försedda med en ficka.
- linneskjort - av blek blågarnsvävnad med snäva och svärt avklippta ärmar. I halsen knäpptes skjortan med en spegelknapp. Låg skjortkrage.
- Tröja - ned till höfterna och är på bägge sidor försedd med fickor utan lock. Knäpps med två rader stora metallknappar, vanligtvis finns bara 4 knappar i var rad. Ärmar är vid 'handlofve' försedda med ett sprund som knäooes af en metallknapp. Krage ett mellanting mellan stån- och fällkrage - den är styvt uppstående men med en nedvikt klaff på utsidan (figur 2). I tröjan bärs "nästan överallt" en tobakspung med tillhörande pipsnus.
- skobonad - strumpor, becksömsskor eller stövlar med snösockor (eller slags damasker) av svart vävt ylletyg, vilka häktas med mässingshektar på sidorna. Strumporna samt snösockorna uppehålls av en knärem. Snösockarna hålls nere med en hälla av likadant tyg, skinn eller järn.
- överrock - liksom tröjan av blått vadmal. Det är "hederligare" ju längre tröjan är, så att den "merendels är nästan fotsid". Kragen som på tröjan, men fickorna sitter baktill
- huvudbonad - mössa (som bör vara försedd) med öronlappar av hundskinn vilka vid stark köld kan fällas ned. Dessa kallades på skämt för flaxa miliv'r.
- handskar - ovanpå "Mulvantarne" bärs vid arbete bälgskinnshandkar av läder. När dessa inte nyttjas knäpps handskarna ihop med en för detta ändamål befintlig skinnknapp i den ena och ögla i den andra, samt hängs på ryggen över en knapp enligt figur 3 i ritningen.
- "barpelsar" - uttnytjas till vardas iställer för tröjan och överrocken
- halsduk - knöts alltid av "karlarnas qvinnor"
- "barmskinn" - "av vanlig fason" bars till vardagsdräkten.
- hår - långt och benat mitt i pannan
- käpp

### Vardagsdräkt om sommar
Dräkten består av:
- skobonad:
  - skor "som med en rem över vristen kvarhålls" (se ritning, figur 4).
  - holkar nyttjas istället för strumpor, dessa hade även benämningen strumpor. De gick upp till knät och uppehölls av strumpeband, och gick ned till fotknölen. Ibland drogs de ned så långt att de nådde ihop med skon. Är ej stickade utan sys av blekt blågarnsväv.
- byxor - "lenbyxor", d.v.s. knäbyxor av blekt blågarnsväv
- linne
- väst - sommarvästen av "längsefter" finrandigt rött och vitt bomulltyg
- halsduk - såsom vintern
- tröja - samma som vid vardagsdräkt om vinter och höst. Dock gick "man mest i yxfalad (läses yfaksschlä) d.v.s. i kortärarmna"
- halsduk - ingen.
- huvudbonad - mössor, filthatt eller "skinncahetter". Halmhatt nyttjades aldrig
- käpp

### Högtidsdräkt om vinter
Är lik vardagsdräkten "med uteslutande av barpelsen och barmskinner". Dräkten består av:
- huvudbonad - utbyttes mot svart filhat
- kapprock - blå, nyttjas ibland ovanpå tröja och rocken
- käpp

### Högtidsdräkt om sommar
Strumpor och väst  som till vardags. Dräkten består av:
- fotbonad - skorna byttes mot stövlar
- byxor - lenbyxorna byttes mot skinnbyxor
- halsduk - användes
- linne - vid veckade ärmar av fint bomullstyg, som vid handloven slöts med en lining och knäpptes med en tennknapp med infattat spegelglas (se ritning, figur 7)
- tröja - som till vardags. Byttes ibland mot linnerock av lika snitt som vinterrocken
- Huvudbonad: hatt
- käpp
- näsduk - en mycket liten rutig snytnäsduk av linne användes, mest för att tork svetten ur pannen.
- käpp

### Dräkt för brudgum
Brudgummen fick inte ta av sig någon rock vare sig i kyrkan, under bröllopsmåltiden eller under dansen. Vid bröllop var seden den att karlarna "till och med spelmännen måste rida". Dräkten består av:
- tröja
- överrock
- kapprock - kantar runt kragen med silvergaloner
- halskläde - av vit sockerduk eller dylikt nyttjades av brudgum på "Böndagen"
- halsduk - av vit sockerduk eller dylikt, nyttjades av brudgum vid nattvardsgång
- handskar - av vit sockerduk eller dylikt, nyttjades av brudgum vid nattvardsgång

## Barndräkter
Flickor kläddes liksom vuxna kvinnor.
Yngre pojkar bar endast skjorta och en "fotsidig" kolt, som häktades fram. Fötter och huvud täcktes endast vid högtidliga tillfällen. En pojke oavsett ålder fick inte sakna käpp vid högtidliga tillfällen.